# Yeni Suraxanı
Yeni Suraxanı är en ort i Azerbajdzjan.   Den ligger i distriktet Baku, i den östra delen av landet, 13 km öster om huvudstaden Baku. Yeni Suraxanı ligger 12 meter över havet och antalet invånare är 16 127.
Terrängen runt Yeni Suraxanı är platt, och sluttar österut. Runt Yeni Suraxanı är det tätbefolkat, med 982 invånare per kvadratkilometer.. Närmaste större samhälle är Baku, 13,5 km väster om Yeni Suraxanı. 
Trakten runt Yeni Suraxanı består i huvudsak av gräsmarker.